# Scania
Skanija AB (енгл. Scania AB) je švedski proizvođač teretnih vozila.
Skanija je osnovana 1891. u švedskom gradu Sedertelje gde je i danas Skanijino sedište. Skanija danas ima deset proizvodnih pogona u Švedskoj, Francuskoj, Holandiji, Poljskoj, Rusiji, Argentini i Brazilu. Osim toga, tu su još i deset montažnih postrojenja u Africi, Aziji i Evropi.
Skanija se širom sveta bavi proizvodnjom, prodajom i finansiranjem drugih preduzeća. Kompanija je 2008. imala po celom svetu oko 35.000 zaposlenih.
Skanija je danas u većinskom vlasništvu nemačke Folksvagen grupe, u kojoj se osim VW-a i Skanije, nalaze i drugi ugledni proizvođači automobila poput: Audija, Poršea, Bentlija, Lamborginija, Bugatija, Seata, Škode i MAN-a.
Skanija AB nosi ime po latinskom nazivu švedskog okruga Skone (лат. Scania), odakle ova kompanija potiče, a logo je urađen po uzoru na grifona na grbu okruga.

## Istorija
Skanija AB je nastala spajanjem dveju kompanija - Skanije i Vabisa.

## Skanija i Vabis
Kompanija Vabis (швед. Vagnsfabriksaktiebolaget i Södertälje) osnovana je 1891. kao sestrinska firma čeličane Surahammars Bruk iz grada Sedertelje, koja se bavila proizvodnjom železničkih vagona. 1902. godine, inženjer Gustaf Erikson dizajnirao je prvi kamion koji je kompanija proizvela. Bio je pokretan benzinskim motorom i dvostepenim menjačem. Godinu dana kasnije, kompanija Vabis počela je proizvoditi komercijalna vozila.
1907. kompanija je razvila kamion od tri tone koji je osvojio nagradu Švedskog kraljevskog automobilističkog kluba 1909, međutim, taj kamion je predstavljao finansijsku katastrofu za firmu jer vozilo nije privuklo značajni broj kupaca.
Kompanija pod nazivom Fabrika mašina-Akcionarsko društvo Skanija (швед. Maskinfabriks-aktiebolaget Scania) osnovana je 1900 u Malmeu, na jugu Švedske. Započela je sa proizvodnjom bicikala, dok je 1903. proizveden prvi automobil. 1905. Scania je proizvela prvi kamion.

## Spajanje
Zbog finansijskih problema, kompanija Vabis spojila se sa Fabrikom mašina-AD Skanija 1911. godine, te je nastala zajednička kompanija AB Skanija-Vabis. Proizvodnja motora i automobila odvijala se u Vabisovoj, a proizvodnja kamiona u Skanijinoj fabrici.

## Prvi svetski rat i 1920-e
Sledećih nekoliko godina prihodi kompanije su stagnirali, dok je oko trećina narudžbina bilo iz inostranstva. Izbijanjem 1. svetskog rata dolazi do velike prodajne promene, te se gotovo sva vozila prodaju švedskoj vojsci. 1916. kompanija AB Skanija-Vabis ostvarila je dovoljno veliki prihod koji joj je omogućio investiranje u oba proizvodna pogona.
Završetkom rata, Skanija se od 1919. koncentrisala samo na proizvodnju kamiona, odbacivši mogućnost proizvodnje automobila i autobusa, ali je 1921. bankrotirala.
Nakon velikih finansijskih poteškoća 1921, stokholmska Enskilda banka u vlasništvu švedske porodice Valenberg uložila je u kompaniju Skanija-Vabis značajna finansijska sredstva, pa se ona nakon te injekcije oporavila.
Krajem 1913, kompanija je osnovala svoju filijalu u Danskoj. Sledeće godine u Danskoj je izgrađen prvi automobil, četvorosed sa Fejton dizajnom. Automobil je izgrađen u fabrici Frederiksberg u Kopenhagenu. Iste godine u fabrici je izgrađen prvi Skanija-Vabis kamion, a nakon toga razvijen je V8 motor, jedan od prvih na svetu.
1921. danska fabrika prodala je oko 175 proizvedenih kamiona i 75 automobila. Nakon što je ostvaren cilj, fabrika u Danskoj je zatvorena.
Poslednji automobil uopšte, Skanija je proizvela 1929.

## 1930-e i 1940-e
Tokom 2. svetskog rata Skanija proizvodi različite modele vojnih vozila za potrebe švedske vojske, uključujući i lake tenkove koji su se proizvodili na temelju licence. Skanija-Vabis 1948. postaje generalni uvoznik Folksvagenovih vozila u Švedskoj.

## 1950-e i 1960-e
Tokom 1950-ih kompanija je proširila svoj proizvodni asortiman za nove segmente kupaca, te postaje predstavnik za Vilis džip i Фолксваген буба vozila. Upravo poslovanje sa Bubom je za Skaniju-Vabis bilo veoma profitabilno. 1954. predstavljen je kamion Regent, zahvaljujući čemu započinje konkurencija sa Volvom.
Tokom tog razdoblja, Scania-Vabis je proširila svoju distributersku mrežu dok su se širom zemlje otvarali specijalizivani servisi. Do kraja 1950-ih, tržišni udeo Scania-Vabisa u Švedskoj bio je između 40 do 50%, dok se na tržištu teških kamiona povećao udeo na 70%. Time je Scania postala važan proizvodno-prodajni segment na tržištu tegljača.
Verovatno najveći uticaj, Scania-Vabis imala je na izvoznom tržištu. Do 1950. kompanija je ostvarivala izvoz koji je iznosio 10% ukupne proizvodnje. Deset godina kasnije, izvoz je povećan na 50% ukupne proizvodnje holandska kompanija Beers postala je vrlo važan Scanijin poslovni partner. Tako je Beers postao službeni uvoznik teretnih vozila Scania-Vabis za holandsko tržište. Takođe, uspostavljena je mreža distributera te programi obuke za mehaničare i vozače. Beers je svojim kupcima ponudio besplatni tehnički pregled vozila dva puta godišnje te pomoć na putu duž cele Holandije sa svojim opremljenim servisnim kamionima. Zbog tih marketinških aktivnosti, Scania-Vabis je konstantno držala 20% tržišnog udela u Holandiji. Zbog toga je Scanija koristila Beersov poslovni model i u svojim operacijama inostrane prodaje u drugim zemljama.
Tokom 1960-ih Scania-Vabis je proširila svoju proizvodnju na inostranstvo. Do tada se sva proizvodnja obavljala u pogonu u švedskom gradu Södertäljeu. Najzanimljiviji je bio Brazil zbog velikog tržišta teških kamiona te potrebe za međugradskim autobusima i vozilima za tamošnje planinske puteve koji su s vremenom postajali neprohodni. Tako je u brazilskom gradu São Bernardo do Campo izgrađen proizvodni pogon 1962. Izgradnjom tog pogona, Scania-Vabis postavila je standarde u međunarodnim operacijama.
Osnivanjem Evropske ekonomske zajednice (EEZ) Skaniji-Vabis su otvorene mnoge mogućnosti. Tako je u Holandiji, gde je kompanija imala veliki uticaj, izgrađena fabrika u gradu Zwolleu 1964. U njoj su se proizvodila vozila namenjena tržištima pet zemalja osnivačica EEZ-a, najviše u Nemačkoj i Francuskoj.
1966. Scania-Vabis stekla je vlasništvo nad kompanijom Be-Ge Karosserifabrik. Ta firma se od 1946. bavila proizvodnjom kamionskih kabina kojima su dopremani Scania-Vabis i njen domaći konkurent Volvo. Budući da je postojala poslovna praksa da se proizvođači teretnih vozila dopremaju od nezavisnih proizvođača sa spoljnim komponentama za vozila, kupnja Be-Ge Karosserifabrika pokazala se kao odličan Scanijin potez.
Scania-Vabis nastavila je sa ekspanzijom kupovanja proizvodnih kompanija. 1967. Scania kupuje kompaniju Svenska Karosseri Verkstäderna sa sedištem u Katrineholmu, te osniva novu filijalu pod nazivom Scania-Bussar. Godinu dana kasnije, Scanija u Katrineholm "prebacuje" svu svoju proizvodnju autobusa. Ostale proizvodne lokacije smeštene su u Sibbhult i Falun čime Scania-Vabis povećava broj radnika. Tako je primera radi u Scanijinom sedištu u gradu Södertäljeu, zbog povećanja obima proizvodnje u fabrici povećan broj gradske populacije.
Od 1968. kompanija sva svoja komercijalna vozila prodaje pod imenom Scania, bez dodatka Vabis. Iste godine osnovan je i prvi prodajni salon u Nemačkoj.

## Saab-Scania AB
Scania-VABIS se 1969. spaja sa Saabom te je osnovana kompanija Saab-Scania AB. Kada su se Saab i Scania poslovno razdvojili 1995, imena kamiona i autobusa promenjena su u Scania AB. Nakon godinu dana Scania AB je stavila svoje deonice na berzu. To je uzrokovalo manju promenu imena kompanije u Scania AB (publ).
Mnogi primerci komercijalnih i vojnih vozila kompanija Scania, Vabis i Scania-Vabis mogu se videti u Scanijinom muzeju "Marcus Wallenberg-hallen" u Södertäljeu.

## Vlasnička struktura

### Volvo
Volvo je 7. avgusta 1999. najavio da je dogovorio kupovinu većinskog udela u Scaniji. Tako bi Volvo kupio 49,3% deonica od kompanije Investor AB, Scanijinog najvećeg deoničara. Poslom vrednim 7,5 milijardi. USD (60,7 milijardi. SEK) Volvo je hteo stvoriti drugog najvećeg proizvođača teških kamiona, posle DaimlerChryslera. Volvo je novac za kupovinu Scanije nabavio prodajom svojeg automobilskog segmenta američkom Ford Motor Company u januaru 1999. Međutim, posao je tek trebala odobriti Evropska unija.
Na kraju, posao nije realizovan, budući da EU nije odobravala neke afere u kompaniji, rekavši da će se time formirati kompanija sa 100%-tnim udelom na nordijskom tržištu.

### MAN
Nemački proizvođač kamiona MAN AG je u septembru 2006, ponudio Scaniji 10,3 milijarde evra za tzv. neprijateljsko ulaganje. Scanijin CEO, Leif Östling, bio je prisiljen izviniti se javnosti, budući da je ponudu MAN-a opisao kao "Blitzkrieg". MAN AG je kasnije povukao spornu ponudu, ali je u januaru 2008. povećao pravo glasa u Scaniji na 17%.

### Današnja vlasnička struktura
Danas postoje dva glavna deoničara kompanije Scania AB (publ):
- Volkswagen Group - nemački automobilski proizvođač najveći je Scanijin deoničar. Grupacija ima najveća glasačka prava koja iznose 70,94%.[8] Prvi udeo u kompaniji kupljen je od Volva 2000. godine, te je u prvom tromesečju 2007. iznosio 36,4%.[9] Ostatak današnjeg udela kupljen je od Investor AB u martu 2008.[10] Posao su odobrila regulativna tela u julu 2008.[7] Scania je tada postala 9. automobilski proizvođač u vlasništvu Volkswagenove grupacije.[11]
- MAN AG - nemački proizvođač kamiona drugi je najveći deoničar Scanije te ima pravo glasa koje iznosi 17,34% u Scaniji.[8] Takođe, Volkswagen Group[7] ima 29,9% glasačkog prava u MAN-u koje je stekao 2007.

| 10 najvećih Scanijinih deoničara          | 10 najvećih Scanijinih deoničara | 10 najvećih Scanijinih deoničara | 10 najvećih Scanijinih deoničara | 10 najvećih Scanijinih deoničara |
| Deoničar                                  | A deonice                        | B deonice                        | % udela u kapitalu               | % udela u glas. pravima          |
| ----------------------------------------- | -------------------------------- | -------------------------------- | -------------------------------- | -------------------------------- |
| Volkswagen Aktiengesellschaft (Nemačka)   | 306.232.239                      | 59.037.822                       | 45,66                            | 70,94                            |
| MAN SE (Nemačka)                          | 73.047.179                       | 33.718.857                       | 13,35                            | 17,37                            |
| Clearstream Banking (Nemačka, Luksemburg) | 1.170.514                        | 32.973.450                       | 4,27                             | 1,02                             |
| JP Morgan Chase Bank (SAD)                | 461.584                          | 36.220.219                       | 4,59                             | 0,93                             |
| Swedbank Robur Fonder (Švedska)           | 0                                | 29.043.665                       | 3,63                             | 0,66                             |
| Skandia Liv (Švedska)                     | 974.374                          | 9.646.318                        | 1,33                             | 0,44                             |
| Alecta Pensionsförsäkring (Švedska)       | 0                                | 19.085.000                       | 2,39                             | 0,33                             |
| AMF Försäkring och fonder (Švedska)       | 650.000                          | 9.678.411                        | 1,23                             | 0,36                             |
| Handelsbanken fonder (Švedska)            | 0                                | 7.202.362                        | 0,90                             | 0,16                             |
| Norveška Vlada                            | 0                                | 6.937.665                        | 0,87                             | 0,16                             |
| 10 najvećih deoničara                     | 382.535.890                      | 243.021.708                      | 78,19                            | 92,46                            |
| Ostali                                    | 17.464.110                       | 156.978.292                      | 21,81                            | 7,54                             |
| Ukupno vlasništvo                         | 400.000.000                      | 400.000.000                      | 100                              | 100                              |

| 10 najvećih Scanijinih deoničara po državama | 10 najvećih Scanijinih deoničara po državama | 10 najvećih Scanijinih deoničara po državama |
| Zemlja                                       | % udela u kapitalu                           | % glas. prava                                |
| -------------------------------------------- | -------------------------------------------- | -------------------------------------------- |
| Nemačka                                      | 59,07                                        | 88,33                                        |
| Шведска                                      | 25,21                                        | 8,03                                         |
| Уједињено Краљевство                         | 6,10                                         | 1,30                                         |
| Луксембург                                   | 4,64                                         | 1,15                                         |
| Сједињене Државе                             | 2,02                                         | 0,41                                         |
| Норвешка                                     | 0,97                                         | 0,18                                         |
| Република Ирска                              | 0,34                                         | 0,18                                         |
| Данска                                       | 0,16                                         | 0,08                                         |
| Швајцарска                                   | 0,20                                         | 0,07                                         |
| Јапан                                        | 0,28                                         | 0,05                                         |

### OMX Stockholm 30
OMX Stockholm 30 (OMXS30) je indeks deonica koje kotiraju na štokholmskoj berzi vrednosnih papira. U tom indeksu nalazi se 30 najprofitabilnijih švedskih kompanija, a među njima je i Scania. Tako OMX Stockholm 30 sadrži najkvalitetnije švedske deonice. Berzna oznaka Scanije je SCV B.

### Kotiranje deonica
Danas na berzi vrednosnih papira kotira 400 miliona A i 400 miliona B deonica Scanije, sa ukupnom kapitalizovanom vrednosti koja iznosi 72.880 milijardi SEK. Upravljačka prava deonica iznose: jedna A deonica = 1 glas, deset B deonica = 1 glas.
29. januara 2010. Švedska depozitna agencija za vrednosne papire - Euroclear objavila je da Scania ima 119.973 vlasnika (deoničara).

### Vrednost
Ukupna imovina Scanije je 2009. iznosila 98.451 milijardi SEK, dok je ukupni kapital kompanije u istoj godini iznosio 23.303 milijardi SEK.

## Proizvodi
Scania se bavi razvojem, proizvodnjom i prodajom kamiona težine veće od 16 tona za transport tereta na veće udaljenosti, regionalni i lokalni prevoz dobara te kamiona potrebnih u građevinarstvu. Scania je jedan od retkih proizvođača kamiona koji koriste kabine i na specijalnim vozilima kao što su vatrogasna vozila ili kamioni za odvoz smeća u različitim dužinama. Na primer, Scania proizvodi i kabine za devet osoba. Vezano uz kamione, Scania dizajnira i proizvodi odela specijalno namenjena vozačima kamiona, pod nazivom Scania Truck Gear.
Osim kamiona, Scania proizvodi i autobuse za gradski i prigradski saobraćaj kao i turističke autobuse.
Uz automobilsku proizvodnju, kompanija je vezana i za proizvodnju industrijskih i brodskih motora, generatora, kao i poljoprivrednih mašina.
Osim proizvodnih delatnosti, Scanijin proizvodni asortiman je proširen i na pružanje finansijskih usluga.

## Trenutna proizvodnja

### Kamioni / specijalna vozila
- P serija - vozila za regionalni i lokalni saobraćaj i specijalizovani transport. Kamioni iz te serije imaju nove P kabine koje su dostupne u tri varijante - kratka kabina, prostrana dnevna kabina, i kabina sa jednim krevetom.
- G serija - ova serija nudi veliki raspon modela na tržištu koji služe prevozu dužeg rastojanja i vozila potrebna u građevinarstvu. Svi modeli ove serije imaju G kabinu pa postoje tri varijante ove kabine: kratka kabina, prostrana dnevna kabina i tri kabine sa krevetima. Kod kamiona postoje različite konfiguracije osovina, a one najčešće zavise od visine šasije.
- R serija - ova serija predstavljena je na tržištu 2004. te je 2005. i 2010. osvojila prestižnu nagradu "Međunarodni kamion godine".[15] Kamioni iz ove serije namenjeni su transportu na "duže staze". Svi modeli iz ove serije imaju R kabinu. Postoje različite konfiguracije osovine. Scania R730, najsnažniji model iz R serije, trenutno drži rekord najsnažnijeg proizvedenog kamiona. Njegov DC16 Turbo Diesel V8 motor zapremine 16,4 litra, postiže snagu od 540 kW / 720 KS.

### Autobusi
- F serija - autobusi sa Euro 4 motorima
- K serija - autobusi (za transport i obuku vozača) sa Euro 4 / Euro 5 motorima
- N serija - autobusi sa Euro 4 / Euro 5 motorima
- OmniLink (CK serija) - citybus sa zadnjim motorom
- OmniCity (CN serija) - citybus sa poprečnim motorom
- OmniExpress (LK serija) - međugradski autobus za obuku vozača.

### Dizelski motori
Scania od 1897. proizvodi motore sa unutrašnjim sagorevanjem kada je inžinjer Gustaf Erickson za kompaniju dizajnirao motor za prvi Scanijin automobil. Tokom narednih godina, Scania je narasla u jednog od najvećih svetskih proizvođača građevinskih mašina i motora ne samo za kamione i autobuse, nego i za brodove i industriju. Veliki deo Scanijine proizvodnje izvozi se u inostranstvo.

## Istorijski modeli

### Kamioni / specijalna vozila
- L serija
- LB serija
- 2. serija: 82, 92, 112, 142
- 3. serija: 93, 113, 143
- 4. serija: 94, 114, 124, 144, 164
- T serija (2004—2005): naslednik 4. serije T modela.[17]

### Autobusi
- BF80 serija
- BF110 / CF110 serija
- BR110 / CR110 serija
- BF111 serija
- BR111 / CR111 serija: BR111DH proizvodio se u Scanijinoj fabrici u V. Britaniji
- BR112 / CR112 serija
- BR85 / CR85 serija
- BR145 / CR145 serija
- BF86 serija
- BR86 serija
- BR116 serija
- F82 serija
- K82 serija
- S82 serija
- K92 serija
- F112 serija
- K112 serija
- N112 serija
- S112 serija
- F93 serija
- K93 serija
- F113 serija
- K113 serija
- L113 serija
- N113 serija
- S113 serija
- F94HA/HB/IB modeli
- K94EB/IB/UB modeli
- K114EB/IB modeli
- K124EB/IB modeli
- L94IB/UA/UB modeli
- N94UA/UB/UD modeli (u V. Britaniji su se modeli N94UB/N94UD prodavali pod nazivom Scania OmniTown / Scania OmniDekka)
- OmniLine (IL94IB): međugradski autobus
- OmniLink (CL94UA/CL94UB): citybus sa motorom na zadnjoj strani
- OmniCity (CN94UA/CN94UB): citybus sa poprečnim motorom
- OmniCity (N94UD): citybus sa poprečnim motorom

### Dizelski motori
- DS11/DSC11
- DS14/DSC14 V8 motor

## Oznake modela
Scania svoje modele označuje prema sledećim pravilima:
Glavni modeli:
- F - šasija je sa motorom smeštena uzdužno ispred prednje osovine
- S - šasija je sa motorom smeštena uzdužno iza prednje osovine
- K - šasija je sa motorom smeštena uzdužno iza zadnje osovine
- L - šasija je sa motorom smeštena uzdužno iza zadnje osovine, 60 stepeni ulevo
- N - šasija je sa poprečnim motorom smeštena iza zadnje osovine
- CN - autobus sa N šasijom
- CK - autobus sa K šasijom
- CL - autobus sa L šasijom.

Serije motora
- 9 - DN9 ili DS9 serije motora
- 11 - DS11 ili DSC11 serije motora.

Razvojni kod
- 3 - vozila treće generacije.

Modeli šasija
- A - šasija za autobuse-harmonike
- C - šasija za dvo-osovinski autobus
- D
- N - F šasija za vozila namenjena za prevoz teškog tereta
- T - šasija za autobuse sa pratećom osovinom.

Mesto volana
- L - vozila sa volanom na levoj strani
- R - vozila sa volanom na desnoj strani.

## Proizvodni pogoni
| !Ime fabrike          | Lokacija                          | Trenutna proizvodnja vozila                | Bivša proizvodnja vozila        | Proizvodnja auto delova                         | Godina otvaranja | Br. zaposlenih | Beleške | Koordinate fabrike                                       |
| --------------------- | --------------------------------- | ------------------------------------------ | ------------------------------- | ----------------------------------------------- | ---------------- | -------------- | --- | -------------------------------------------------------- |
| Angers                | Angers Pays de la Loire Francuska | Scania kamioni                             |                                 |                                                 |                  | 548            | Fabrika Scania Production S.A.S. i proizvodna linija; deo Scania AB. | 47° 30′ 4″ N 0° 30′ 55″ W / 47.50111° С; 0.51528° З      |
| Luleå                 | Luleå Švedska                     |                                            |                                 | Okviri i zadnje osovine Scanijinih kamiona      |                  | 713            | Fabrika Ferruform AB; deo Scania AB. | 65° 36′ 48″ N 22° 7′ 45″ E / 65.61333° С; 22.12917° И    |
| Meppel                | Meppel Holandija                  |                                            |                                 | Delovi za Scanijine kamione i lakirnica         |                  | 75             | Fabrika Scania Production Meppel B.V.; deo Scania AB. | 52° 41′ 25″ N 6° 10′ 24″ E / 52.69028° С; 6.17333° И     |
| Oskarshamn            | Oskarshamn Švedska                |                                            |                                 | Proizvodnja kabina za Scanijine kamione         |                  | 2.172          | Fabrika Scania AB. | 57° 15′ 24″ N 16° 25′ 42″ E / 57.25667° С; 16.42833° И   |
| São Bernardo do Campo | São Bernardo do Campo Brazil      |                                            | Scania-Vabis kamioni i autobusi |                                                 | 1959.            | 0              | Fabrika Scania-Vabis, danas je poznata kao Anchieta, trenutno najstarija fabrika Volkswagena izvan Nemačke. Ta fabrika je danas deo Volkswagen do Brasil Indústria de Veículos Automotores Ltda. | 23° 44′ 7″ S 46° 32′ 48″ W / 23.73528° Ј; 46.54667° З    |
| São Paulo             | São Paulo Brazil                  | Scania kamioni i šasije za Scania autobuse |                                 | Motori i osovine                                |                  | 2.299          | Fabrika Scania Latin America Ltda.; deo Scania AB. | 23° 42′ 49″ S 46° 33′ 58″ W / 23.71361° Ј; 46.56611° З   |
| Słupsk                | Słupsk Poljska                    | Telo Scania autobusa                       |                                 |                                                 |                  | 747            | Fabrika Scania Production Slupsk S.A. i proizvodna linija; deo Scania AB. | 54° 28′ 42″ N 17° 0′ 46″ E / 54.47833° С; 17.01278° И    |
| Södertälje            | Södertälje Švedska                | Scania kamioni i šasije za Scania autobuse |                                 | Komponente i motori                             |                  | 8.700          | Sedište kompanije Scania AB i glavni proizvodni pogon. | 59° 10′ 14″ N 17° 38′ 26″ E / 59.17056° С; 17.64056° И   |
| St. Petersburg        | St. Petersburg Rusija             | Telo Scania autobusa                       |                                 |                                                 |                  | 204            | Fabrika Scania Peter i proizvodna linija; deo Scania AB. |                                                          |
| Tucumán               | San Miguel de Tucumán Argentina   |                                            |                                 | Proizvodnja zadnjih osovina i zupčanika menjača |                  | 649            | Fabrika Scania Argentina S.A., deo Scania AB. | 26° 52′ 47.5″ S 65° 7′ 38″ W / 26.879861° Ј; 65.12722° З |
| Zwolle                | Zwolle Holandija                  | Scania kamioni                             |                                 |                                                 | 1964.            | 1.437          | Fabrika Scania Nederland B.V., deo Scania AB. | 52° 30′ 46″ N 6° 3′ 48″ E / 52.51278° С; 6.06333° И      |
| !Ime fabrike          | Lokacija                          | Trenutna proizvodnja vozila                | Bivša proizvodnja vozila        | Proizvodnja auto delova                         | Godina otvaranja | Br. zaposlenih | Beleške | Koordinate fabrike                                       |

## Spoljašnje veze
- Službena Scanijina web stranica
- Fotografije Scanije